# Општина Саулешти (Горж)
Саулешти (рум. Săuleşti) општина је у Румунији у округу Горж.
Oпштина се налази на надморској висини од 298 m.